# Дорохов, Игорь Васильевич
Игорь Васильевич Дорохов (род. 10 мая 1949 года) — советский и российский композитор, член Союза композиторов России, с 1980 года по 1990 год — музыкальный руководитель группы «Спектр».

## Биография
Игорь Васильевич Дорохов — советский и российский музыкант, композитор. В 1980 — 1993 годах был музыкальным руководителем группы «Спектр», работавшей с Львом Лещенко. Автор эстрадных песен, инструментальных пьес и музыки к цирковым номерам. В песенном жанре сотрудничал с такими поэтами, как Яков Гальперин, Леонид Завальнюк, Анна Саед-Шах, Игорь Лазаревский, Игорь Шаферан, Анатолий Горохов, Юлий Ростовцев. Песни Игоря Дорохова в разные годы входили в репертуар Михаила Боярского, Николая Караченцова, Льва Лещенко, группы «Час пик» и других исполнителей.
Живёт и работает в Москве.

## Избранные песни
- «Сегодня» (слова Якова Гальперина) исполняет Михаил Боярский
- «Удача придёт» (слова Якова Гальперина) исполняет Михаил Боярский
- «Факир на час» (слова Якова Гальперина) исполняет Николай Караченцов
- «Мы разные» (слова Якова Гальперина) исполняет Николай Караченцов
- «Манекены» (слова Якова Гальперина) исполняет Николай Караченцов
- «У каждого из нас» (слова Якова Гальперина) исполняет Николай Караченцов
- «Любовь не виновата» (слова Игоря Лазаревского) исполняет Лев Лещенко
- «Птица любви» (слова Якова Гальперина) исполняет Лев Лещенко
- «Листопады» (слова Анны Саед-Шах) исполняет Лев Лещенко
- «Запоздалая осень» (слова Якова Гальперина) исполняет Лев Лещенко
- «Куда летите, чайки» (слова Якова Гальперина) исполняет Лев Лещенко
- «Наши судьбы вместе» (слова Якова Гальперина) исполняет Лев Лещенко
- «Травы луговые» (слова Льва Лещенко) исполняет Лев Лещенко[2][6][4][7][8]